# Arraba
Arraba (hebr. עראבה, arab. عرّابة; ang. Arraba) – samorząd lokalny położony w Dystrykcie Północnym, w Izraelu.

## Położenie
Miejscowość Arraba jest położona na wysokości 237 metrów n.p.m. na południowej krawędzi Doliny Sachnin w Dolnej Galilei. Leży ona na zboczach kilku wzgórz, w miejscu, gdzie w górach Jatwat leżą góry Har Avtaljon (424 m n.p.m.) i Har HaAchim (521 m n.p.m.). Z gór spływają strumienie Hanina i Hani. Okoliczny teren opada w kierunku północno-zachodnim. W jej otoczeniu znajdują się miasto Sachnin, miejscowości Dejr Channa i Kefar Maneda, kibuce Lotem i Jachad, moszaw Jodfat, wioski komunalne Ma’ale Cewijja, Hararit i Awtaljon, oraz arabskie wioski Uzajr i Rummana.

### Podział administracyjny
Arraba jest położona w Poddystrykcie Akki, w Dystrykcie Północnym.

## Demografia
Zgodnie z danymi Izraelskiego Centrum Danych Statystycznych w 2011 roku w Arraba żyło ponad 22,2 tys. mieszkańców, z czego 98,8% Arabowie muzułmanie i 1,2% inne narodowości. Wskaźnik wzrostu populacji w 2011 roku wynosił 2,3%. Zgodnie z danymi Izraelskiego Centrum Danych Statystycznych średnie wynagrodzenie pracowników w Arraba w 2009 roku wynosiło 4326 ILS (średnia krajowa 7070 ILS).
| Wiek (w latach) | Procent populacji w % |
| --------------- | --------------------- |
| 0 – 4           | 12,9                  |
| 5 – 9           | 13,7                  |
| 10 – 14         | 12,4                  |
| 15 – 19         | 10,5                  |
| 20 – 29         | 14,7                  |
| 30 – 44         | 20,1                  |
| 45 – 59         | 10,5                  |
| 60 – 64         | 1,6                   |
| 65 –            | 3,6                   |

Źródło danych: Central Bureau of Statistics.

## Historia
Pierwotnie w miejscu tym, w I wieku istniało żydowskie miasto Arav (hebr. ערב), o którym wspomina Talmud i Miszna. Miasto zostało zniszczone podczas wojny żydowsko-rzymskiej. Nie zostało odbudowane, a około tysiąca lat później w miejscu tym powstała współczesna wioska arabska. W wyniku I wojny światowej w 1918 roku cała Palestyna przeszła pod panowanie Brytyjczyków. Przyjęta 29 listopada 1947 roku Rezolucja Zgromadzenia Ogólnego ONZ nr 181 w sprawie podziału Palestyny przyznawała rejon miejscowości Arraba państwu arabskiemu. Podczas wojny domowej w Mandacie Palestyny na początku 1948 roku do miasteczka wkroczyły siły Arabskiej Armii Wyzwoleńczej, które paraliżowały żydowską komunikację w całym obszarze Zachodniej Galilei. Podczas I wojny izraelsko-arabskiej Izraelczycy przeprowadzili w tym rejonie operację Hiram, i 30 października 1948 roku zajęli Arrabę. W przeciwieństwie do wielu arabskich wiosek w Galilei, Izraelczycy nie wysiedlili jej mieszkańców. Dzięki temu Arraba zachowała swój arabski charakter. W 1965 roku Arraba otrzymała status samorządu lokalnego. Podczas II wojny libańskiej w 2006 roku na miejscowość spadły rakiety wystrzeliwane przez organizację terrorystyczną Hezbollah z terytorium Libanu.

### Nazwa
Nazwa miejscowości wywodzi się od arabskich słów „Alla Rabiah”, oznaczających „Powyżej Wzgórza”.

## Symbole
Herb miejscowości został oficjalnie opublikowany w listopadzie 1968 roku. Widnieją na nim trzy elementy: (1) brązowa cebula z czarnymi korzeniami i zielonymi listkami; (2) żółty melon z brązowymi paskami; i (3) rozkrojony czerwony melon z zieloną skórką i czarnymi nasionami. Symbole te odnoszą się do tradycyjnych upraw rolniczych dominujących od lat na tym obszarze. Powyżej widnieje nazwa miejscowości w języku arabskim, hebrajskim i angielskim. Oficjalna flaga jest biała z godłem w naturalnych kolorach.

## Polityka
Siedziba władz samorządowych znajduje się w samym centrum miejscowości. Przewodniczącym rady jest Umar Nassar .

## Architektura
Miasteczko posiada typową arabską architekturę, charakteryzującą się ciasną zabudową i wąskimi, krętymi uliczkami. Zabudowa powstawała bardzo chaotycznie, bez zachowania jakiegokolwiek wspólnego stylu architektonicznego. Pomimo że zabudowa w centrum ma charakter miejski, to na obrzeżach przybiera typowy charakter wiejski.

## Kultura
W miejscowości znajduje się dom kultury z biblioteką publiczną.

## Edukacja i nauka
W miejscowości znajduje się 10 szkół, w tym 7 szkół podstawowych. W 2010 roku uczyło się w nich 5,9 tys. uczniów, w tym ponad 3,5 tys. w szkołach podstawowych. Średnia uczniów w klasie wynosiła 29.

## Sport i rekreacja
W północno-zachodniej części miasta znajduje się boisko do piłki nożnej. Tutejsza drużyna piłkarska Achawa Arraba F.C. gra w trzeciej lidze izraelskich rozgrywek piłkarskich (Liga Alef). Mniejsze boiska oraz sale sportowe są zlokalizowane przy szkołach.

## Gospodarka
Podstawą lokalnej gospodarki pozostaje rolnictwo, chociaż coraz większą rolę odgrywają usługi i handel. Wielu mieszkańców pracuje w okolicznych strefach przemysłowych.

## Transport
Wzdłuż północnej granicy miejscowości przebiega droga nr 805, którą jadąc na zachód dojeżdża się do miasta Sachnin, lub jadąc na wschód dojeżdża się do miejscowości Dejr Channa. W kierunku północnym odchodzi droga nr 804, którą dojeżdża się do kibucu Lotem i wioski komunalnej Ma’ale Cewijja. W kierunku południowym odchodzi lokalna droga, którą dojeżdża się do skrzyżowania z drogą nr 7955 w pobliżu wioski Awtaljon.